# Saska Kępa
Saska Kępa (en polonais la « prairie aux Saxons ») est un quartier de Varsovie, en Pologne, faisant partie du district de Praga Południe (Prague Sud), avec une population de plus de 40 000 habitants. C'est également le siège de l'un des plus grands parcs urbains de Varsovie, le parc Skaryszew. Le quartier est principalement occupé par des maisons de banlieue jumelées et des villas.

## Histoire

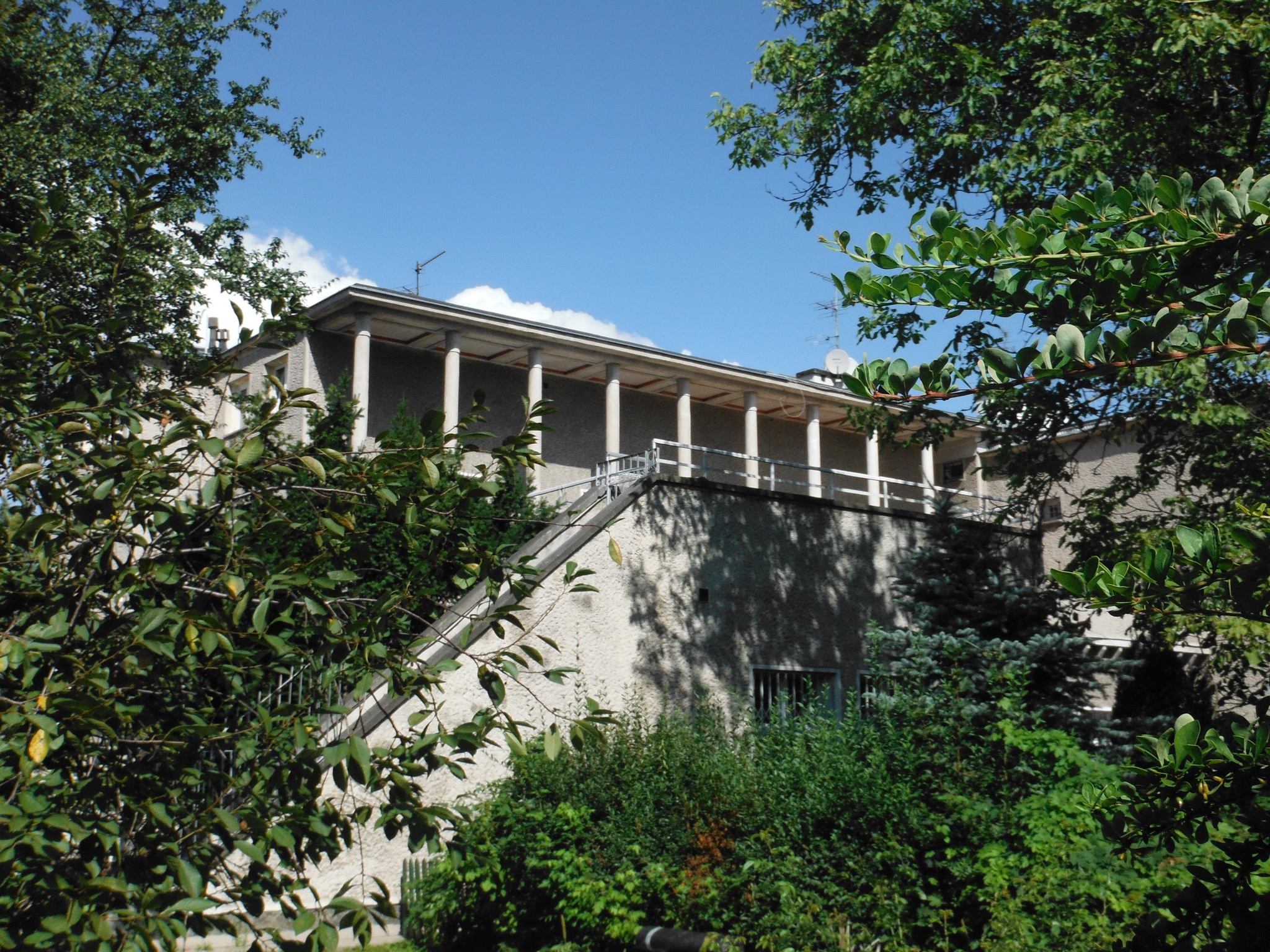
Maison de la famille Zalewski - un exemple de maison d'avant-guerre conçue par Bohdan Pniewski.

Au XVIIe siècle, une zone de la rive (orientale) de la Vistule, en face de Varsovie, fut transformée en camp militaire. Cette région est devenue connue sous le nom de Saska Kępa (« la prairie saxonne »), d'après les gardes saxons des rois de Pologne qui y étaient stationnés au XVIIIe siècle. La zone a conservé son caractère rural jusqu'au début du XXe siècle. Elle fut officiellement intégrée à la ville de Varsovie en 1916 et devint rapidement l'un des quartiers de la ville connaissant la croissance la plus rapide. Au cours des années 1920 et 1930, les membres de la classe moyenne de Varsovie, en augmentation rapide, font construire des manoirs dans la banlieue et le quartier devient un quartier résidentiel apprécié.
La situation de Saska Kępa, sur la rive est de la Vistule, a permis au quartier d'échapper à la destruction systématique infligée par les Allemands pendant et après l'insurrection de Varsovie de 1944. La zone échappe également largement au réaménagement urbain ordonné par les autorités communistes après la Seconde Guerre mondiale, malgré plusieurs plans visant à l'industrialiser. Cela a permis au faubourg, aujourd'hui un quartier de Praga Południe, de conserver une grande partie de son caractère paisible d'origine. Il a historiquement abrité de nombreuses ambassades et consulats étrangers, nichés parmi des rues qui ont reçu dans les années 1920 le nom des continents, des nations et des grandes villes du monde.
La Ulica Francuska est aujourd'hui la principale rue commerçante, bordée de boutiques et d'un nombre de plus en plus important de restaurants.
La « porte d'entrée » du quartier est le Rondo Waszyngtona, un rond-point nommé d'après George Washington, qui relie la banlieue via le pont Poniatowski au centre-ville de Varsovie par la route et le tramway. Le côté nord du rond-point abrite le stade national polonais, anciennement le stade du 10e anniversaire.
Plusieurs complexes d'appartements controversés ont vu le jour à Saska Kępa, mais aucun autre projet de construction majeur n'est envisagé, de peur qu'il ne porte atteinte au caractère unique du quartier. De nombreuses maisons anciennes de Saska Kępa ont été rénovées à la fin des années 1990 et au début des années 2000, la plupart ayant été restaurées d'une manière conforme au caractère du quartier d'avant la Seconde Guerre mondiale.

## Sources